# تاريخ فلورنسا (كتاب)

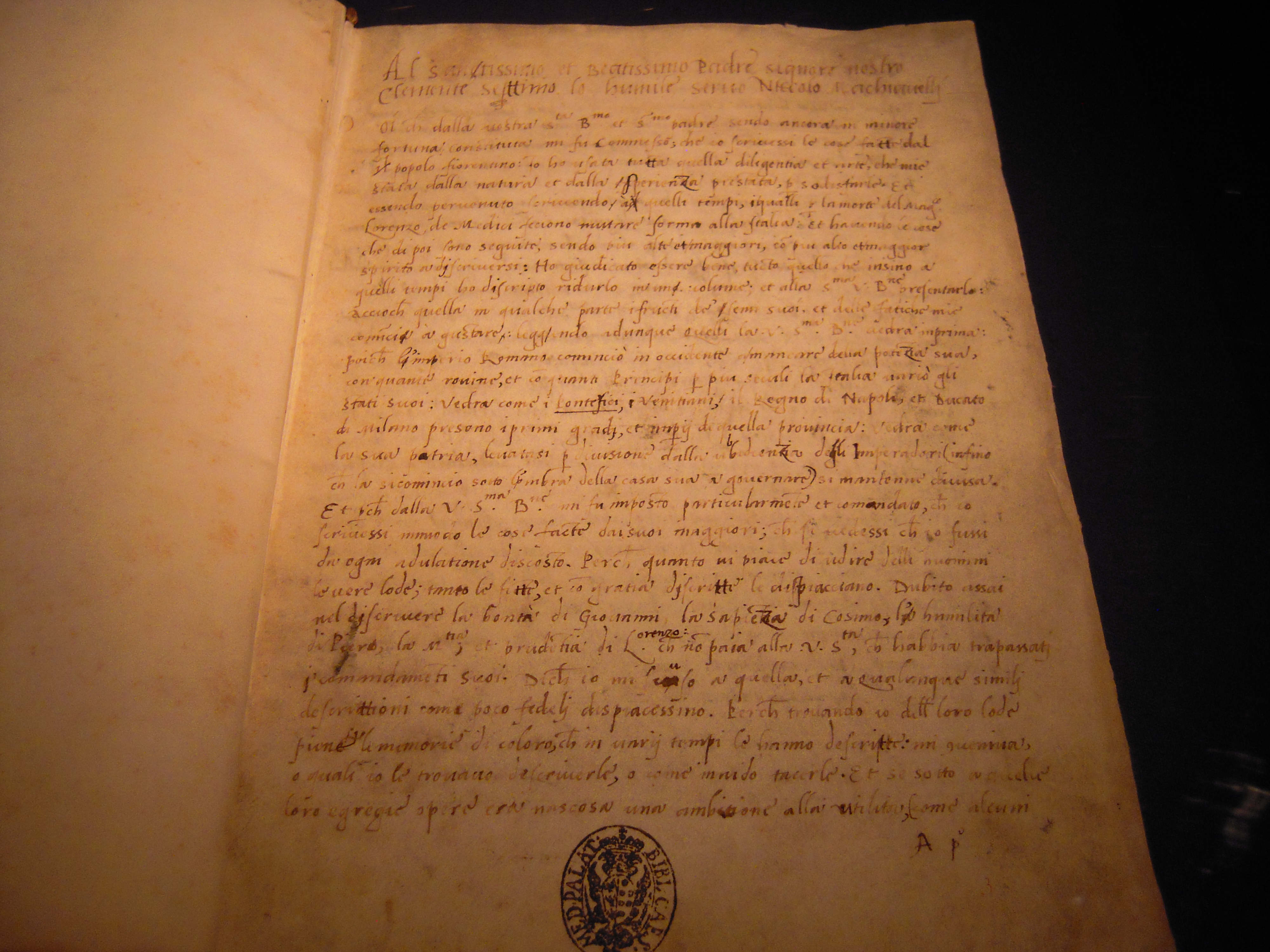

تاريخ فلورنسا (بالإيطالية: Istorie fiorentine)‏ هو سرد تاريخي من قبل العالم والكاتب السياسي من عصر النهضة الإيطالية نيكولو مكيافيلي. نشرت أول طبعة من الكتاب لأول مرة بعد وفاته في 1532. شمل الكتاب 8 أجزاء ضم الأول منها تاريخ أوروبا والإمبراطورية البزنطية حتى عام 1215. ليبدأ مكيافيلي سرد تاريخ فلورنسا في الجزء الثاني.